# Liga de Trabajadores por el Socialismo
La Liga de Trabajadores por el Socialismo de Venezuela (LTS) es una organización política venezolana de extrema izquierda de carácter trotskista que pertenece a la Fracción Trotskista - Cuarta Internacional. La LTS no se considera el partido revolucionario de Venezuela, pero sí una liga marxista revolucionaria que lucha consecuentemente por su construcción.
Han sido opositores tanto a la Administración de Hugo Chávez como a la de Nicolás Maduro. Al mismo tiempo, se han mantenidos contrarios a las principales fuerzas de la oposición venezolana tradicional.

## Historia

### Orígenes
La Liga de Trabajadores por el Socialismo de Venezuela se formó en 2005 como la Juventud de Izquierda Revolucionaria, la JIR atendió a la III Conferencia Internacional de la Fracción Trotskista - Cuarta Internacional y se unió como fracción al Partido Revolución y Socialismo (PRS) —antecesor del Partido Socialismo y Libertad—, declarándose como fracción pública en 2006. Ese mismo año la JIR se escindiría del PRS por considerar que este no se delimitaba frente al chavismo.
En 2008, tras un proceso de confluencia entre la antigua JIR y sectores obreros con tradición de lucha (como los trabajadores de SIDOR), la JIR se conforma como la «Liga de Trabajadores por el Socialismo».

### Oposición al chavismo
La LTS ha participado en distintos procesos de lucha de trabajadores y ha sido opositora a los Gobiernos de Hugo Chávez y Nicolás Maduro, a los que caracterizó como «bonapartismo sui géneris», a la vez que se delimitó de las manifestaciones de febrero y marzo de 2014 por la participación activa de grupos empresariales y de grupos que catalogan como de «extrema derecha» del ala radical de la Mesa de la Unidad Democrática, caracterizando la crisis del Gobierno de Maduro como inscrita dentro de lo que ellos denominaron «el fin de ciclo de los gobiernos posneoliberales», argumentando que la muerte de Chávez aceleró el proceso de una crisis que tarde o temprano estallaría.
Tras las movilizaciones de 2017, la LTS declaró que ni la oposición ni el Gobierno representaban los intereses de los trabajadores venezolanos, resaltando el hecho de que la carestía de la vida se hacía más grave y que el Gobierno de Nicolás Maduro acentuaba su bonapartización. La LTS propuso una asamblea constituyente libre y soberana independiente tanto de los partidos aglutinados en la MUD como del chavismo.
La LTS ha denunciado los atropellos del Gobierno venezolano contra los trabajadores, como en el caso de SIDOR, la detención de dirigentes de la fábrica CIVETCHI por armar un sindicato independiente y el caso de los trabajadores de salud del IVSS despedidos.

## A nivel internacional
Junto al Partido de los Trabajadores Socialistas (PTS) de Argentina, la Liga Obrera Revolucionaria por la Cuarta Internacional (LOR-CI) de Bolivia, el Movimiento de los Trabajadores Socialistas (MTS) de México, la Corriente Revolucionaria de Trabajadores de España, la Organización Internacionalista Revolucionaria de Alemania, el Partido de los Trabajadores Revolucionarios de Chile y el Movimiento Revolucionario de Trabajadores (MRT) de Brasil conforma la Fracción Trotskista - Cuarta Internacional (FT-CI).